# La Alamedilla
La Alamedilla är en kommun i Spanien, på gränsen till Portugal.   Den ligger i provinsen Provincia de Salamanca och regionen Kastilien och Leon, i den västra delen av landet, 260 km väster om huvudstaden Madrid. Antalet invånare är 162.
Terrängen runt La Alamedilla är lite kuperad, och sluttar österut. Runt La Alamedilla är det glesbefolkat, med 8 invånare per kvadratkilometer. Närmaste större samhälle är Fuentes de Oñoro, 13,2 km norr om La Alamedilla. Omgivningarna runt La Alamedilla är huvudsakligen savann.